# Lee Mears
Lee Andrew Mears (* 5. März 1979 in Torquay) ist ein ehemaliger englischer Rugby-Union-Spieler. Er spielt als Hakler für die englische Nationalmannschaft und Bath Rugby.
Mears begann seine professionelle Karriere 1998 bei Bath. Er durchlief zahlreiche Jugendauswahlen Englands und spielte für England A im Churchill Cup. So gehörte er 1997 zu einer Schulauswahl, die eine Tour nach Australien ungeschlagen beenden konnte. Zu der damaligen Mannschaft gehörten auch die heutigen Nationalspieler Jonny Wilkinson, Steve Borthwick und Andrew Sheridan. Sein Debüt für die Nationalmannschaft gab er 2005 gegen Samoa. Er war im Kader Englands bei der Weltmeisterschaft 2007 und kam zu einem Einsatz. Bei den Six Nations 2008 löste er Mark Regan als Stammspieler im Nationaltrikot ab.
Im Jahr 2009 wurde er von Ian McGeechan für die Südafrika-Tour der British and Irish Lions nominiert. Er wurde im ersten Spiel der Serie eingesetzt.
In Juni 2012, gab Mears nach einer medizinischen Herzdiagnose seinen Rücktritt bekannt. 